# Les Ableuvenettes
Les Ableuvenettes ([le.z‿ablœvˈnɛt] ⓘ) ist eine französische Gemeinde mit 67 Einwohnern (Stand: 1. Januar 2022) im Département Vosges in der Region Grand Est (bis 2015 Lothringen). Sie gehört zum Arrondissement Neufchâteau (bis 2024 Épinal) und ist Mitglied im Gemeindeverband Communauté de communes de Mirecourt Dompaire.

## Geografie
Die Gemeinde Les Ableuvenettes liegt fünf Kilometer südlich von Dompaire. Durch die Ortschaft fließt der Illon, ein rechter Zufluss des Madon, der Petite Ableuvenette (links) und Grande Ableuvenette (rechts des Illon) voneinander trennt.
Nachbargemeinden von Les Ableuvenettes sind Dompaire im Nordosten, Ville-sur-Illon im Südosten, Pierrefitte im Süden, Légéville-et-Bonfays im Westen sowie Gelvécourt-et-Adompt im Nordwesten.

## Geschichte
Bei Ausgrabungen kamen Münzen zum Vorschein, die von einem einstigen Besuch von Römern zeugen. Aus dem Jahr 1148 stammt eine erste Erwähnung unter dem Ortsnamen „Albuvisnei“. Später hieß der Ort „Aublevenay“.
Les Ableuvenettes hat keine eigene Kirche, für die Bewohner ist die Kirche der Nachbargemeinde Ville-sur-Illon zuständig.

## Weblinks

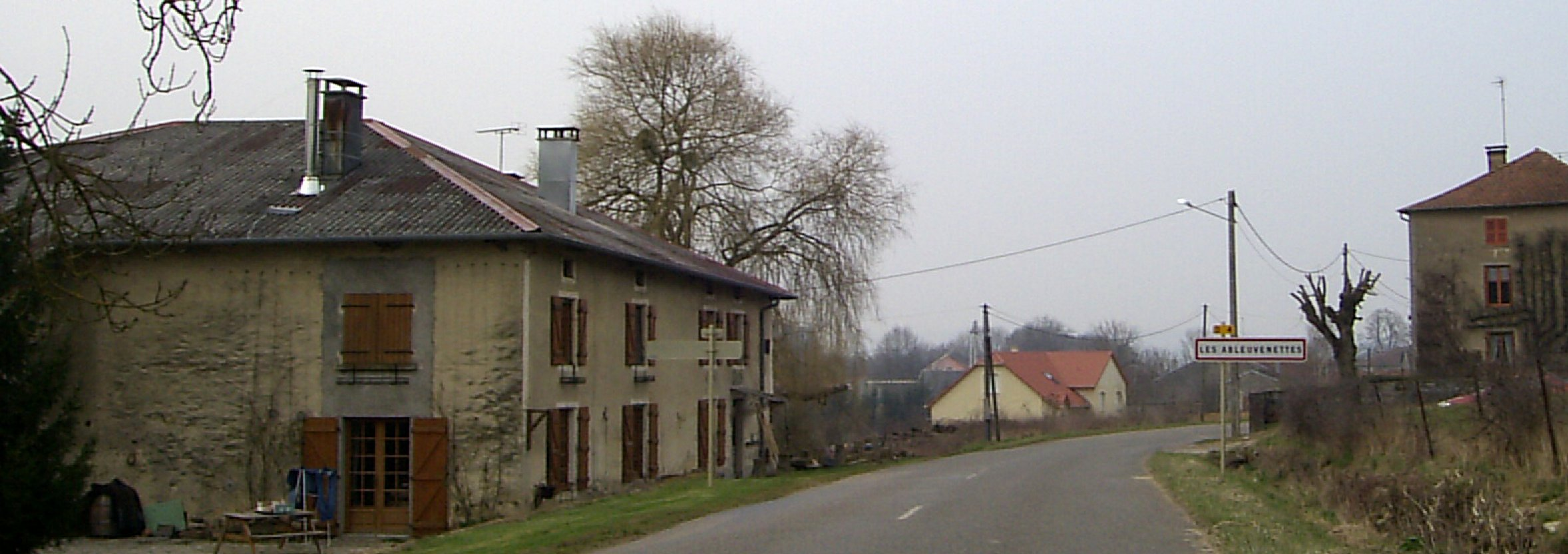
Südwestlicher Ortseingang
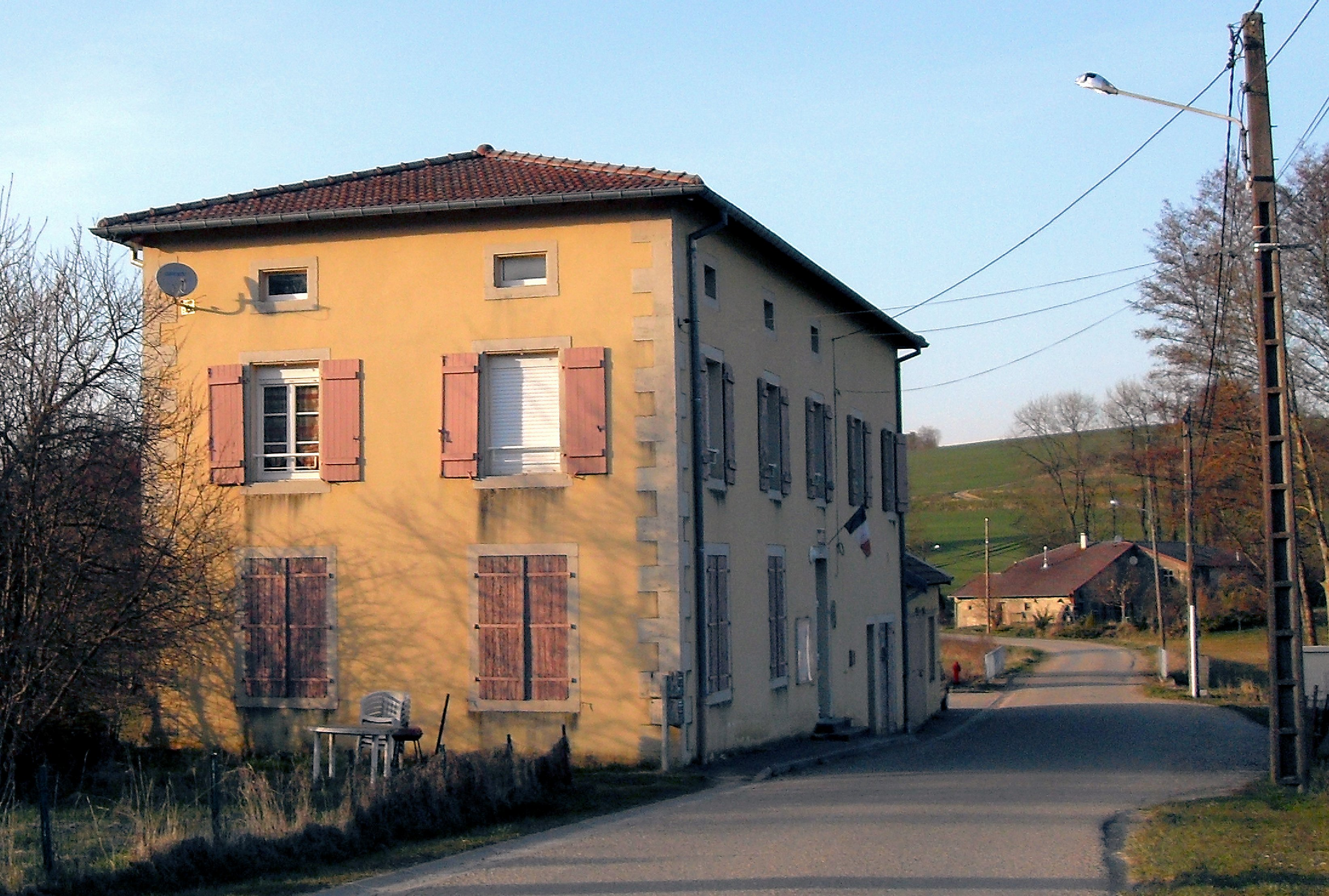
Rathaus

### Bevölkerungsentwicklung
| Jahr      | 1962 | 1968 | 1975 | 1982 | 1990 | 1999 | 2007 | 2014 |
| Einwohner | 71   | 92   | 82   | 85   | 70   | 69   | 62   | 79   |